# Igualdad humana

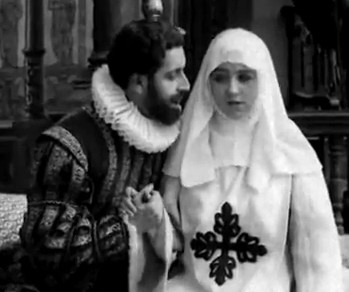
Don Juan Tenorio y doña Inés, personajes de ficción de la obra teatral de Zorrilla (1844) representan el estereotipo de la desigualdad entre hombres y mujeres.

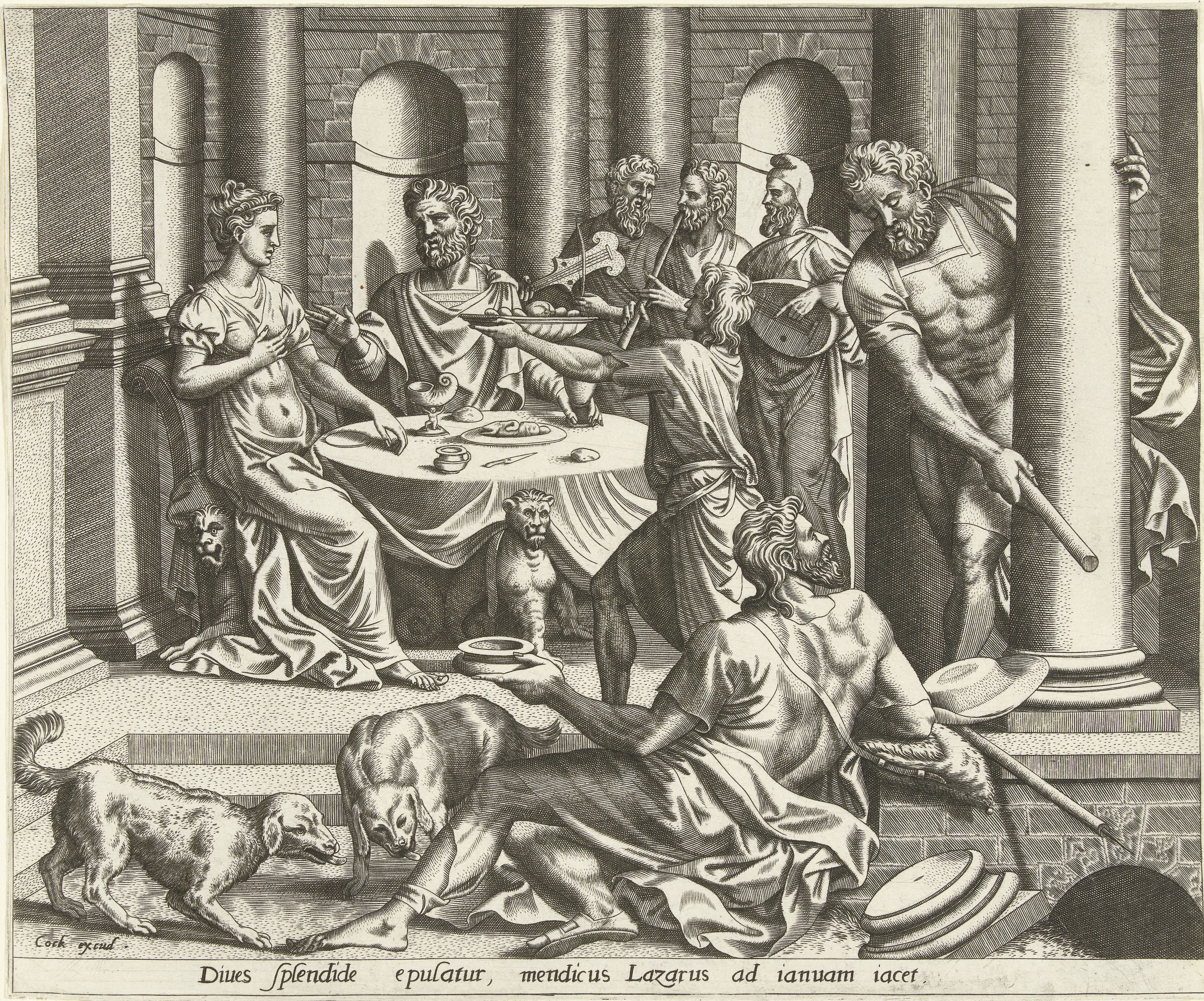
La parábola evangélica El rico Epulón y el pobre Lázaro, ilustrada en un grabado de Hieronymus Cock, ca. 1560.

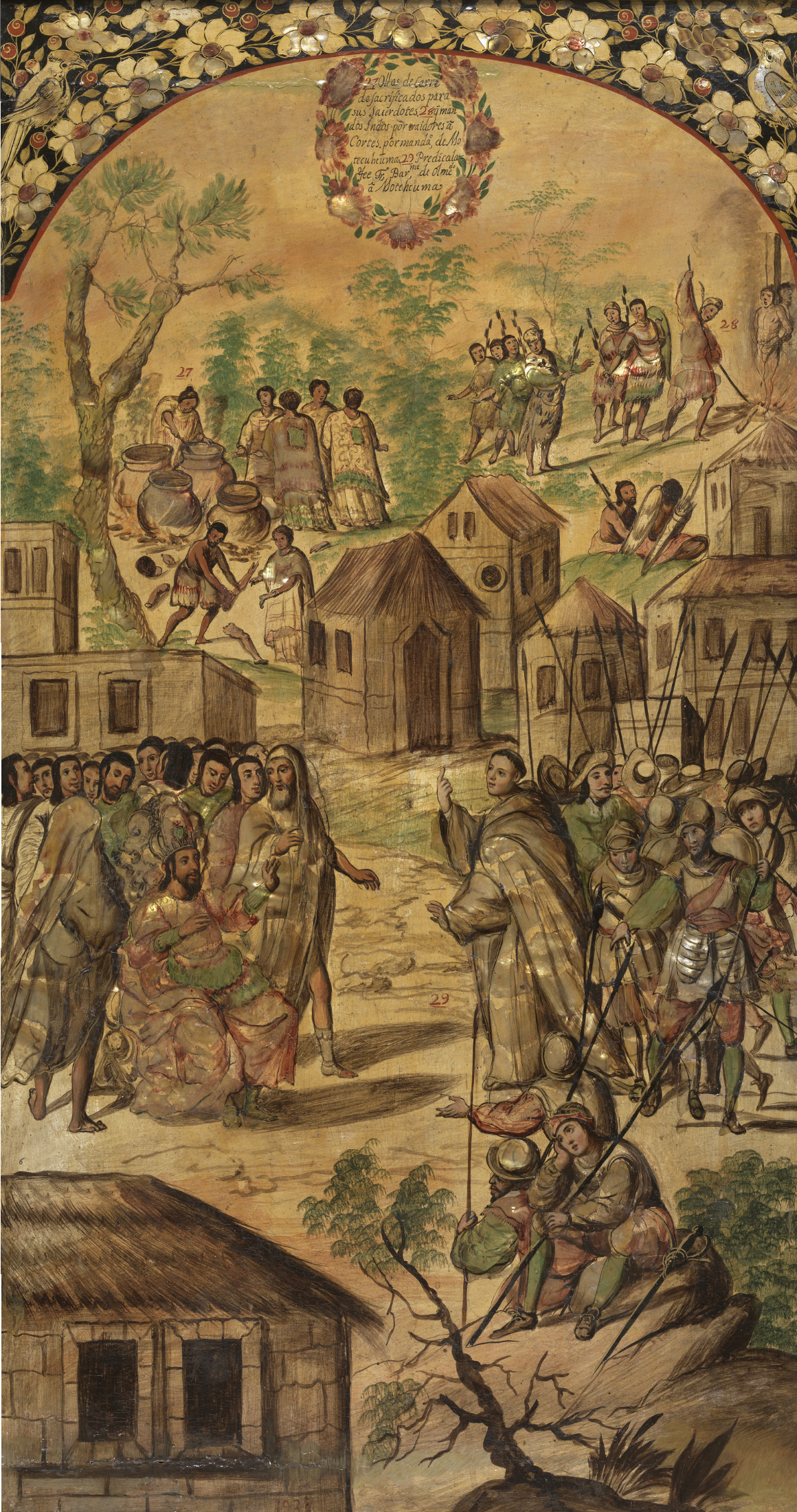
Encuentro entre españoles y aztecas durante la conquista de México (1519-15219), representado en una pintura de Miguel y Juan González, 1698.

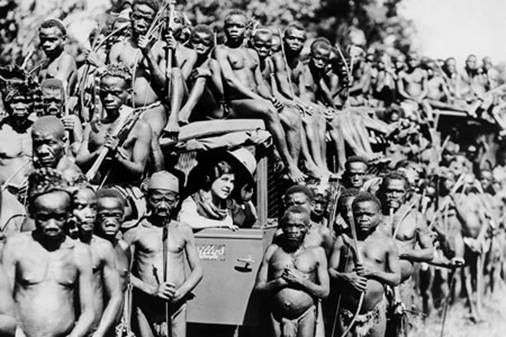
Un grupo de mbuti fotografiado con la exploradora Osa Johnson dentro de su vehículo, 1930.

Igualdad humana es la creencia en que los seres humanos comparten la misma dignidad. Una de sus expresiones clásicas es que "nacen iguales". La desigualdad humana es la creencia opuesta, que justifica los distintos tipos de dominación, opresión y discriminación.
El concepto de igualdad humana no se aplica a los aspectos antropológicos físicos (el grado de las diferencias entre individuos y grupos humanos o el origen único de la especie humana -monogenismo- son objeto de otros debates científicos) sino a los aspectos filosóficos o éticos que pueden aplicarse en ámbitos políticos, sociales y económicos como igualdad política, igualdad social o igualdad económica.
De la aplicación del concepto de igualdad humana en estos ámbitos pueden o no seguirse múltiples manifestaciones de la igualdad que afectan no solo a los seres humanos como individuos, sino a las diferentes formas en las que estos se agrupan e identifican: la igualdad de derechos (igualdad ante la ley, abolición de los privilegios), la igualdad de oportunidades, la igualdad de clases, la igualdad de condiciones, la igualdad de sexos (feminismo) y géneros, la igualdad de los pueblos, naciones o Estados en las relaciones internacionales (multilateralismo, seguridad colectiva, principios de las Naciones Unidas), la igualdad de los territorios dentro del mismo Estado (descentralización, organización territorial del Estado) o en cualquier escala espacial, la igualdad de las culturas (relativismo cultural, multiculturalismo), la igualdad de las religiones (tolerancia religiosa, indiferentismo), etc.

## Igualdad, equidad y justicia
Otro planteamiento es el que pretende no la igualdad sino la equidad, que busca compensar las desigualdades existentes mediante acciones de discriminación positiva que no tratan por igual a todos, sino que tratan "de forma diferente a los que son diferentes" en lo que se denomina "regla de justicia".

## Posturas intelectuales
La condición de servidumbre natural, que justificaría la esclavitud, se argumentó en la filosofía griega (Aristóteles) y, de una manera más mediada por el cristianismo, en la medieval (Tomás de Aquino).

El que por una ley natural no se pertenece a sí mismo, sino que, no obstante ser hombre, pertenece a otro, es naturalmente esclavo. Es hombre de otro el que en tanto que hombre se convierte en una propiedad, y como propiedad es un instrumento de uso y completamente individual. Es preciso ver ahora si hay hombres que sean tales por naturaleza o si no existen, y si, sea de esto lo que quiera, es justo y útil el ser esclavo, o bien si toda esclavitud es un hecho contrario a la naturaleza. La razón y los hechos pueden resolver fácilmente estas cuestiones. La autoridad y la obediencia no son sólo cosas necesarias, sino que son eminentemente útiles. Algunos seres, desde el momento en que nacen, están destinados,  unos a obedecer, otros a mandar; aunque en grados muy diversos en ambos casos. La autoridad se enaltece y se mejora tanto cuanto lo hacen los seres que la ejercen o a quienes ella rige. La autoridad vale más en los hombres que en los animales, porque la perfección de la obra está siempre en razón directa de la perfección de los obreros, y una obra se realiza donde quiera que se hallan la autoridad y la obediencia. Estos dos elementos, la obediencia y la autoridad, se encuentran en todo conjunto formado de muchas cosas, que conspiren a un resultado común, aunque por otra parte estén separadas o juntas. Esta es una condición que la naturaleza impone a todos los seres animados...
Aristóteles, Política, libro primero, capítulo II.

Primero Antifonte con una sencilla elaboración ("todos, bárbaros y griegos, somos hechos por naturaleza iguales en todo"); y luego los estoicos, a partir de la doctrina de la oikeiôsis (en latín conciliatio -"familiaridad", en una posible traducción al español-), llegaron a argumentos contrarios a la esclavitud "e integran la tesis de la igualdad de naturaleza entre los seres humanos a una teoría de la justicia y ley natural que supera la identidad de naturaleza entendida como necesidad corpórea". El citadísimo tópico latino de Terencio Homo sum, humani nihil a me alienum puto (hombre soy, nada de lo humano me es ajeno), no era en su contexto original (un frase incidental en una comedia) ninguna defensa de la igualdad humana, pero sí en su paráfrasis por Agustín de Hipona.
Más allá del concepto cristiano de "prójimo" y de la revitalización neoplatónica del Humanismo (Giovanni Pico della Mirandola, Oratio de hominis dignitate, 1486), la llamada "polémica de los naturales" que tuvo lugar en la España del siglo XVI (centro del neoaristotelismo de la Escuela de Salamanca) sobre la licitud del dominio sobre los indígenas americanos marcó las posturas opuestas de Bartolomé de las Casas y Juan Ginés de Sepúlveda; para el primero debería considerárseles iguales y para el segundo su degeneración justifica la conquista. A partir de entonces, en la intelectualidad europea se abrió la polémica sobre el estado de naturaleza, con posturas opuestas (homo homini lupus, mito del buen salvaje). Mientras que para Jean-Jacques Rousseau (Discurso sobre el origen y los fundamentos de la desigualdad entre los hombres, 1754, El Emilio y El Contrato Social, 1762), el hombre es bueno por naturaleza y es la sociedad la que causa las desigualdades, lo que fundamentó la base ideológica ilustrada de la Revolución francesa ("libertad, igualdad, fraternidad"); para Joseph Arthur de Gobineau (Ensayo sobre la desigualdad de las razas humanas, 1855) los hombres son por naturaleza desiguales, lo que fundamenta la superioridad de unos sobre otros y justifica el racismo, el supremacismo o el dominio colonial (Rudyard Kipling, La carga del hombre blanco, 1899). El darwinismo social y distintos movimientos racistas o elitistas, como la eugenesia, fueron desarrollándose desde finales del XIX y durante el siglo XX, quedando muy desprestigiados a partir de la derrota de los fascismos en la Segunda Guerra Mundial. Aun así, los regímenes totalitarios se identificaban con un igualitarismo retórico ("igualdad monstruosa", en expresión de Hannah Arendt), sin consideración por otros valores, como la libertad, lo que impedía de hecho cualquier cuestionamiento de desigualdades evidentes; tal como satiriza George Orwell:

Todos los animales son iguales, pero algunos animales son más iguales que otros.
Animal Farm, 1945.

Simone de Beauvoir (El segundo sexo, 1949) aplicó a las mujeres el concepto de emancipación que el marxismo aplicaba a las clases sociales; aunque tampoco veía igualdad entre los sexos en el llamado "socialismo realmente existente".

## Legislación
Se entiende que la igualdad humana es un principio de derecho natural.

## Igualdad entre hombres y otros seres sintientes
Se ha llegado a tomar en consideración, incluso legislativa, la condición de los animales (o bien de algunos de ellos, en todo o en cierto grado), en la medida en que sean "seres sintientes", como semejantes al ser humano en cuanto a ser sujetos de una dignidad similar, y por tanto de derechos.